# Tawangsari (Garum)
Tawangsari is een bestuurslaag in het regentschap Blitar van de provincie Oost-Java, Indonesië. Tawangsari telt 7580 inwoners (volkstelling 2010).